# Kräuterin
Kräuterin är en bergskedja i Österrike.   Den ligger i förbundslandet Steiermark, i den östra delen av landet, 110 km sydväst om huvudstaden Wien.
Kräuterin sträcker sig 11,1 km i sydvästlig-nordostlig riktning. Den högsta toppen är Hochstadl, 1 919 meter över havet.
Topografiskt ingår följande toppar i Kräuterin:
- Fadenkamp
- Hochstadl
- Kaltleiten
- Tann Berg
- Türnach

I omgivningarna runt Kräuterin växer i huvudsak blandskog. Runt Kräuterin är det ganska glesbefolkat, med 48 invånare per kvadratkilometer.